# Jakub Haur
Jakub Kazimierz Haur (ur. 1632, zm. 1709) – polski ekonomista, poeta, autor książek i traktatów o tematyce rolniczej i poradnikowej.

## Życiorys
Haur urodził się w roku 1632 w mieszczańskiej rodzinie. Był synem warszawskiego ławnika Jakuba Haura i, pochodzącej z Grazu, Anny Marii z domu Petardówny dwórki żony Zygmunta III Wazy królowej Konstancji. Studia odbył w Akademii Krakowskiej.  
Lata 50. XVII wieku to okres ożywionych kontaktów z bogatymi mieszczańskimi rodzinami z Warszawy i Lwowa, głównie dzięki pokrewieństwu z bogatą rodziną Dzianottich (u których był w służbie w 1658) i Gibbonich oraz koneksjom rodzinnym (przez siostrę Weronikę) z lwowskim mieszczaninem Stanisławem Kralem. Wcześniej, w 1656, Haur był w służbie u lwowskiej rodziny Morykonich. 
Lata 60. Haur najprawdopodobniej spędził w podróży po Europie. Ze wzmianek w jego dziełach dowiedzieć się można, że na pewno odwiedzał: Włochy, Niemcy, Holandię i Anglię. Doświadczenie zebrane w czasie tych podróży z pewnością znacznie wpłynęło na zawartość Haurowych kompendiów. Nobilitację uzyskał prawdopodobnie pomiędzy 1658 a 1668.
Od roku 1670 Haur był superintendentem i pisarzem Stanisława Skarszowskiego, dworzanina królewskiego, starosty, podstolego, kasztelana wojnickiego i bogatego posiadacza ziemskiego – pozwoliło mu to zapoznać się z gospodarką latyfundium i ułatwiło pracę w przygotowaniach do napisania traktatu agronomicznego – „Ekonomiki”, który, dedykowany Skarszowskiemu, ukazał się w 1675 roku. 16 marca 1676 uzyskał od Jana III Sobieskiego przywilej potwierdzający jego prawa autorskie do „Ekonomiki”. Trzy lata później wydał „Generalną oekonomikę”, zadedykowaną Andrzejowi Morsztynowi, którego dobrami wówczas (1679) zarządzał. 
Po zakończeniu służby u Morsztyna, Haur przez kilkanaście kolejnych lat sam prowadził gospodarkę w dzierżawionej przez siebie podkrakowskiej wsi Chorowice. Od roku 1683 życie jego nierozerwalnie związane było z Krakowem, zapewne także i dlatego, że jego pierwsza żona, Agnieszka Furmankiewiczówna, wniosła mu w wianie kamienicę przy ulicy Floriańskiej. Haur utrzymywał kontakty z profesorami Akademii Krakowskiej – Marcinem Winklerem i Wojciechem Kazimierzem Rezlerem, prowadził też liczne interesy oraz sprawował urząd komisarza do spraw rachunków skarbowych, posiadając równocześnie tytuł sekretarza królewskiego i barona. W roku 1689 Haur wydał drukiem „Skład abo skarbiec znakomitych sekretów oekonomiej ziemiańskiej...”, zadedykowany Janowi Sobieskiemu, który wysoko cenił sobie jego literaturę. Była to encyklopedia ziemiańska, która obejmowała tematykę agrarną, życia codziennego, zwierzęcą, a także obyczajową, przeplatana różnymi dykteryjkami, anegdotami i kuriozami, tworząc tym samym typowe dzieło doby Polski sarmackiej.
W 1705 ożenił się po raz drugi – jego wybranką została Izabella Konstancja Bielska. W tym samym czasie pracował już nad kolejną książką – pisaną wierszem encyklopedią zatytułowaną „Mercurius polski z dobremi nowinami, wierszem opisany”, zawierającą wiele informacji autobiograficznych. Nie udało się już Haurowi opublikować tego dzieła ze względu na śmierć w roku 1709.

## Twórczość
- Oekonomika ziemiańska generalna, Kraków 1675, drukarnia K. Schedel, Kopia cyfrowa dzieła dostępna na stronie Kolekcji Starych Druków BIH UW; wyd. nast. rozszerzone: pt. Ziemiańska generalna oekonomika, Kraków 1679; pt. Skład abo skarbiec znakomitych sekretów oekonomiej ziemiańskiej, Kraków 1689 (według A. Podrazy stanowi całkowicie odrębne dzieło); Kraków 1693; edycje skrócone pt. Wybór oekonomij…, Warszawa 1730; Kraków 1744; pt. Oekonimika…, Kraków 1744; przedr.: Warszawa 1744; Warszawa 1756; Warszawa 1757; Berdyczów 1788; Berdyczów 1790; Berdyczów 1793; fragmenty przedr. J. Filipowicz Lud i czas 1845, s. 167–181; fragm. pt. „Życie wiadome” w Polsce w w. XVII., Wiadomości literackie 1935 nr 36; fragmenty wyd. T. Seweryn i S. Obtułowicz: „Czym się człek doma zabawiać ma i rekreować". Rzecz z traktatu XIII znakomitych sekretów… braciom bibliofilom dla przypomnienia podana.”, Kraków 1948, Biblioteka Dwóch nr 1; inne fragmenty wyd.: B. Śląski Wisła i morze. Zbiór fragmentów literacko-językowych, krajoznawczych i historycznych, Kępno 1939, s. 12–14; M. Piszczakowski Obrońcy chłopów w literaturze polskiej, cz. 1, Kraków 1948; Biblioteka Arcydzieł Poezji i Prozy nr 54; wyd. 2 Kraków 1951; B. Baranowski, W. Lewandowski Nietolerancja i zabobon w Polsce w wieku XVII i XVIII, Warszawa 1950; B. Baranowski, W. Lewandowski Upadek kultury w Polsce w dobie reakcji katolickiej XVII–XVIII w., Warszawa 1950; B. Baranowski, J. Bartyś, J. Michalski „Historia Polski 1648–1674. Wybór tekstów”, Warszawa 1956, Materiały Źródłowe do Historii Polski Epoki Feudalnej nr 5
- Mercurius polski z dobremi nowinami, wesołemi wierszem opisany. Anno Domini 1702. II. Ephemeris albo dziennik pamiętny dwunastu obrazów, Kraków 1697. Fragm. (z rękopisu) wyd. R. Pollak „J. K. Haura wierszydła o górach”, Ziemia 1938, nr 4; autograf z lat 1697–1702, Biblioteka Uniwersytecka w Warszawie, sygn. 5. 4. 9.